# Timothy Linh Bùi
Timothy Linh Bùi (sinh ngày 13 tháng 4 năm 1970 tại Sài Gòn, Việt Nam) là một đạo diễn, nhà sản xuất, nhà viết kịch bản phim người Mỹ gốc Việt. Anh đã đạo diễn phim Rồng xanh, đồng đạo diễn và sản xuất phim Ba mùa.

## Tiểu sử

### Tuổi trẻ
Timothy Linh Bùi sinh ra ở Sài Gòn và cùng gia đình di cư đến Mỹ để tị nạn chiến tranh Việt Nam năm 1975. Gia đình anh rời Việt Nam khoảng 1 tuần trước khi Sài Gòn sụp đổ. Anh đã lớn lên tại Sunnyvale, California ở khu vực vịnh San Francisco. Anh đã tốt nghiệp trường dạy làm phim Columbia College Hollywood ở Los Angeles.

## Cuộc sống cá nhân
Timothy Linh Bùi là anh trai của Tony Bùi, cũng là một đạo diễn và nhà sản xuất phim. Anh cũng là cháu trai của diễn viên Đơn Dương.

## Danh sách phim
| Year | Film                         | Credited as | Credited as  | Credited as | Credited as | Credited as |
| Year | Film                         | Đạo diễn    | Nhà làm phim | Biên kịch   | Diễn viên   | Vai trò     |
| ---- | ---------------------------- | ----------- | ------------ | ----------- | ----------- | ----------- |
| 1995 | Sen vàng                     |             | Có           |             |             |             |
| 1995 | Đường tình yêu               | Có          |              |             |             |             |
| 1998 | The Love Boat: The Next Wave |             |              |             |             | First Mate  |
| 1999 | Ba mùa                       |             | Có           | Có          |             |             |
| 2001 | Rồng xanh                    | Có          |              | Có          |             |             |
| 2005 | Inside Out                   |             | Có           |             |             |             |
| 2005 | My Name Is...                |             | Có           |             |             |             |
| 2007 | Owl and the Sparrow          |             | Có           |             |             |             |
| 2009 | Shooting Blue                |             | Có           |             |             |             |
| 2009 | Powder Blue                  | Có          | Có           | Có          |             |             |

## Đề cử và giải thưởng
Liên hoan phim Austin
- 2001: Thắng giải, "Best Advance Screening" - Rồng xanh

Giải Humanitas
- 2001: Thắng giải, "Phim xuất sắc nhất" - Rồng xanh

Liên hoan phim Sundance
- 2001: Đề cử, "Giải Grand Jury cho phim xuất sắc nhất" - Rồng xanh